# Jodi Lyn O'Keefe
Jodi Lyn O'Keefe (født 10. oktober 1978 i Cliffwood Beach, New Jersey) er en amerikansk skuespiller, der mest er kendt for sin rolle som Gretchen Morgan i Prison Break. Hun begyndte at gå model da hun var 8 år, efter hun så sin ældre søster Heather gå model. Hun er den yngste af tre søstre.
Hun går til kickboxing for at holde sig i form. Hun har også lært ballet og step. 
Hun har været med i serier som Another World, Et umage par, George Lopez, Heksene fra Warren Manor, Boston Legal, Two and a Half Men, Criminal Minds og CSI: New York.
Hun har været med i et par film som Halloween H20: 20 Year Later, She's All That, The Crow: Salvation og Red Rover.

## Filmografi
- Halloween: H20 - tyve år senere (1998)